# سری دو جمله‌ای
سری دوجمله‌ای یک سری توانی است که در بسط دوجمله‌ای برای اعداد مختلط ظاهر می‌شود:
{\displaystyle (x+y)^{\alpha }=\sum _{k=0}^{\infty }{\alpha  \choose k}x^{\alpha -k}y^{k}} .
اگر {\displaystyle \alpha } عددی صحیح و منفی نباشد ({\displaystyle \alpha \geq 0}) تعداد ضرایب بسط دو جمله‌ای محدود و با {\displaystyle \alpha +1} برابر خواهد بود. در این حالت خاص ضرایب سری همان ضرایب سری دو جمله‌ای هستند.
در حالت کلی‌تر ضرایب با عبارت پایین برابر خواهند بود؛ در اینجا {\displaystyle \alpha ^{\underline {k}}} همان فاکتوریل افتان است:
{\displaystyle {\alpha  \choose k}={\frac {\alpha ^{\underline {k}}}{k!}}={\frac {\alpha (\alpha -1)(\alpha -2)\cdots (\alpha -k+1)}{k!}}}
سری مکلورن موردی خاص از سری دوجمله‌ای است. در اینجا {\displaystyle f(x)=(1+x)^{\alpha },\;|x|<1,\,\alpha \in \mathbb {C} } که به عبارت پایین بسط پیدا می‌کند:
{\displaystyle (1+x)^{\alpha }=\sum _{k=0}^{\infty }{\alpha  \choose k}\cdot x^{k}} .

## تاریخ
عمر خیام برای اولین بار سری دوجمله‌ای را برای کل اعداد مثبت در سال ۱۰۷۸ میلادی کشف کرد، این فرمول همان بسط دو جمله‌ای{\displaystyle (a+b)^{n}} است. نیوتن در سال ۱۶۶۹ میلادی سری دو جمله‌ای {\displaystyle (1+x)^{\alpha }} را برای هر عدد حقیقی {\displaystyle \alpha } و تمام مقادیر حقیقی {\displaystyle x} در فاصله {\displaystyle \left]-1,1\right[} محاسبه کرد. آبل در سال ۱۸۶۲ میلادی سری دوجمله‌ای را برای {\displaystyle \alpha ,x\in \mathbb {C} } محاسبه کرد؛ او ثابت کرد که اگر {\displaystyle \alpha \in \mathbb {C} \setminus \mathbb {N} } باشد شعاع همگراییِ سری ۱ خواهد بود.

## رابطه با سری هندسی
سری هندسی حالتی خاص از سری دو جمله‌ای است. اگر {\displaystyle \alpha =-1} و {\displaystyle x} را با {\displaystyle -x} جایگزین کنیم به عبارت پایین می‌رسیم که همان سری هندسی است؛ در اینجا {\displaystyle {\tbinom {-1}{k}}=(-1)^{k}} است:
{\displaystyle {\frac {1}{1-x}}=\sum _{k=0}^{\infty }{-1 \choose k}(-x)^{k}\,.}

## شرایط همگرایی
با فرض اینکه {\displaystyle |x|=1}  و  {\displaystyle \alpha \in \mathbb {C} \setminus \mathbb {N} }  موارد ذیل را می‌توان اثبات کرد:
- {\displaystyle \textstyle \sum _{k=0}^{\infty }{\binom {\alpha }{k}}x^{k}} مطلقاً همگرا خواهد بود اگر و تنها اگر  {\displaystyle \operatorname {Re} (\alpha )>0}  یا  {\displaystyle \alpha =0}.
- برای {\displaystyle x\neq -1}  سری مطلقاً همگرا خواهد بود اگر و تنها اگر {\displaystyle \operatorname {Re} (\alpha )>-1}
- برای {\displaystyle x=-1} سری مطلقاً همگرا خواهد بود اگر و تنها اگر  {\displaystyle \operatorname {Re} (\alpha )>0}  یا  {\displaystyle \alpha =0}.

## مثال‌ها
- {\displaystyle (1+x)^{2}={\binom {2}{0}}x^{0}+{\binom {2}{1}}x^{1}+{\binom {2}{2}}x^{2}=1+2x+x^{2}}
- {\displaystyle {\frac {1}{1+x}}=(1+x)^{-1}=\sum _{k=0}^{\infty }{\binom {-1}{k}}x^{k}=\sum _{k=0}^{\infty }(-x)^{k}=1-x+x^{2}-x^{3}+x^{4}-x^{5}+\dotsb }
- {\displaystyle {\sqrt {1+x}}=(1+x)^{1/2}=\sum _{k=0}^{\infty }{\binom {1/2}{k}}x^{k}=1+{\frac {x}{2}}-{\frac {x^{2}}{8}}+{\frac {x^{3}}{16}}-{\frac {5x^{4}}{128}}+{\frac {7x^{5}}{256}}-\dotsb }
- {\displaystyle {\frac {1}{\sqrt {1-x}}}=(1-x)^{-1/2}=\sum _{k=0}^{\infty }(-1)^{k}{\binom {-1/2}{k}}x^{k}=1+{\frac {x}{2}}+{\frac {3x^{2}}{2}}+{\frac {5x^{3}}{6}}+{\frac {35x^{4}}{128}}+{\frac {63x^{5}}{256}}+\dotsb }